# 馬素·舒希化
馬素·舒希化（德語：Marcel Schäfer，1984年6月7日—），德國足球運動員，擔任後衛，現時效力美國足球聯賽球會Tampa Bay Rowdies。

## 榮譽
禾夫斯堡
- 德國甲組聯賽 冠軍：2008-2009賽季

## 外部連結
- VfLWolfsburg.de 馬素·舒希化球員檔案
- Fussballdaten.de 馬素·舒希化數據 （页面存档备份，存于） （德文）